# 伊比拉塔亚
伊比拉塔亚（葡萄牙語：Ibirataia）是巴西巴伊亚州的一个市镇。总面积226.139平方公里，总人口27671人，人口密度122.4人/平方公里。